# (1919) Clemence
(1919) Clemence (1971 SA; 1970 EA1; 1971 QZ) ist ein Asteroid der Hungaria-Gruppe im Hauptgürtel, der am 16. September 1971 von James Gibson und Carlos Ulrrico Cesco im Palomar-Observatorium entdeckt wurde. Analysen der Lichtkurve des Asteroiden ergab eine Schwankungsperiode von knapp 70 Stunden für diesen Asteroiden, wobei unter Umständen auch andere Periodendauern möglich wären.